# يوشيو أوكادا
يوشيو أوكادا (باليابانية: 岡田 吉夫) (مواليد 11 أغسطس 1926)، هو لاعب كرة قدم ياباني سابق كان يلعب كمدافع. سبق له أن لعب مع منتخب اليابان.

## وصلات خارجية
- يوشيو أوكادا على موقع ناشيونال فوتبول تيمز (الإنجليزية)

- National Football Teams
- Japan National Football Team Database